# Präfekturuniversität Kumamoto

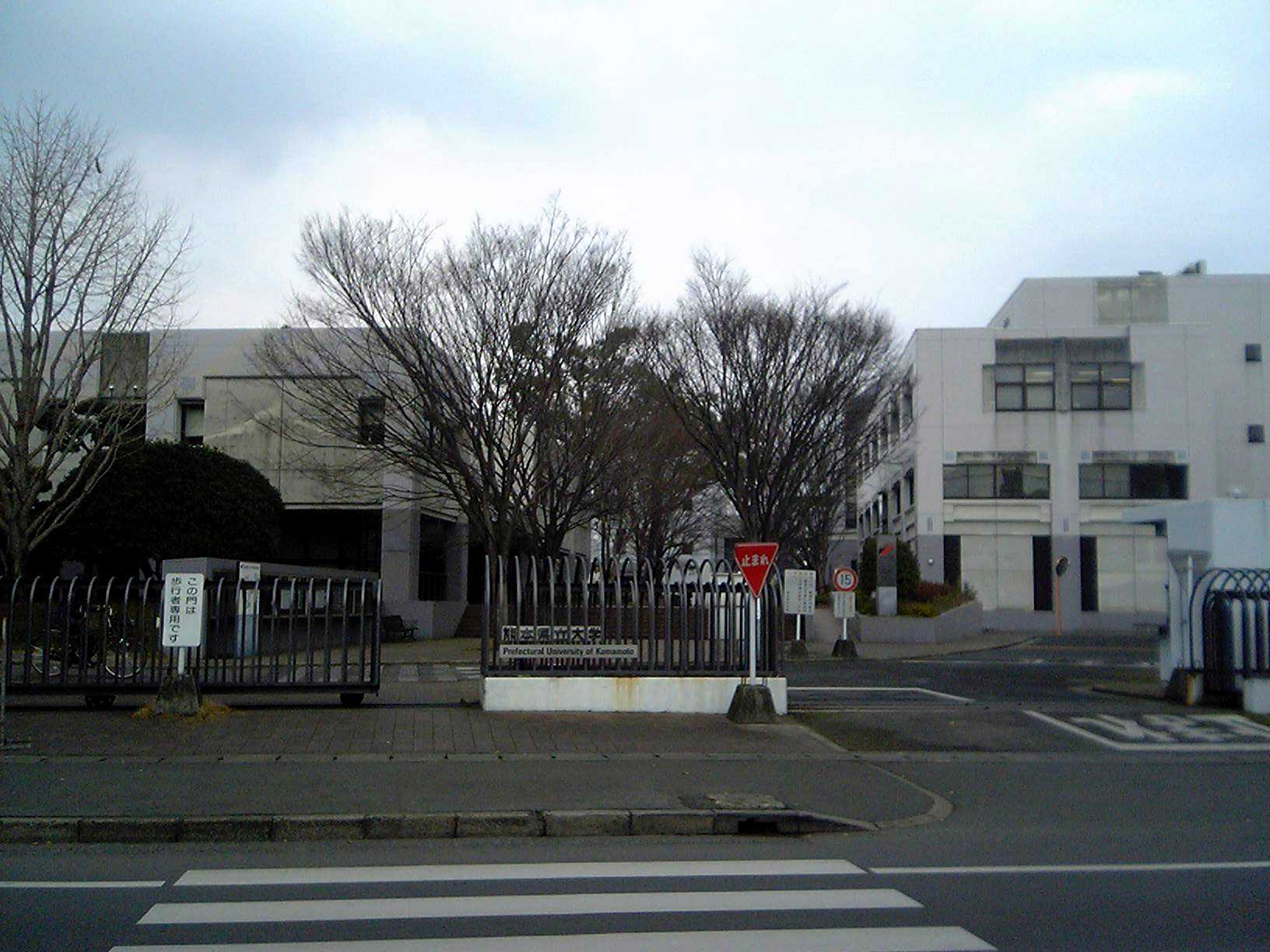
Westtor (2007)

Die Präfekturuniversität Kumamoto (japanisch 熊本県立大学 Kumamoto-kenritsu daigaku; engl. Prefectural University of Kumamoto, kurz: PUK) ist eine öffentliche (präfekturale) Universität in Higashi-ku, Kumamoto in der Präfektur Kumamoto (Japan).

## Geschichte
Die Universität wurde 1947 als Präfekturale Frauenfachschule Kumamoto (熊本県立女子専門学校 Kumamoto-kenritsu joshi semmon gakkō) gegründet. Der erste Campus lag in der Burg Kumamoto. 1949 wurde sie zur 4-jährigen Frauen-Universität Kumamoto (熊本女子大学 Kumamoto joshi daigaku) erhoben. 1950 zog sie nach Ōe (heute der Sitz vom Präfekturalen Theater Kumamoto. 32° 48′ 8,7″ N, 130° 43′ 42,2″ O), 1980 dann in den heutigen Campus. 1993 richtete sie die Graduiertenschule (Masterstudiengänge) ein. 1994 wurde sie eine koedukative Hochschule und in Präfekturuniversität Kumamoto umbenannt. 2000 richtete sie die Doktorkurse ein.

## Fakultäten
- Fakultät für Literatur
  - Abteilung für Japanische Sprache und Literatur
  - Abteilung für Englische Sprache und Literatur
- Fakultät für Wissenschaften von Umwelt und Symbiose (環境共生学部, Faculty of Environmental and Symbiotic Sciences)
  - Kurs für Umweltressourcen (Landwirtschaft und Umweltwissenschaften)
  - Kurs für Menschliche Lebensräume (Architektur)
  - Kurs für Lebensmittel- und Gesundheitswissenschaften
- Fakultät für Management (総合管理学部, Faculty of Administrative Studies)
  - Kurs für Öffentliche Verwaltung
  - Kurs für Informationswissenschaft
  - Kurs für Betriebswirtschaftslehre